# Saint-Tite
Saint-Tite è un comune del Canada, situato nella provincia del Québec, nella regione di Mauricie.